# Ipolit Altani

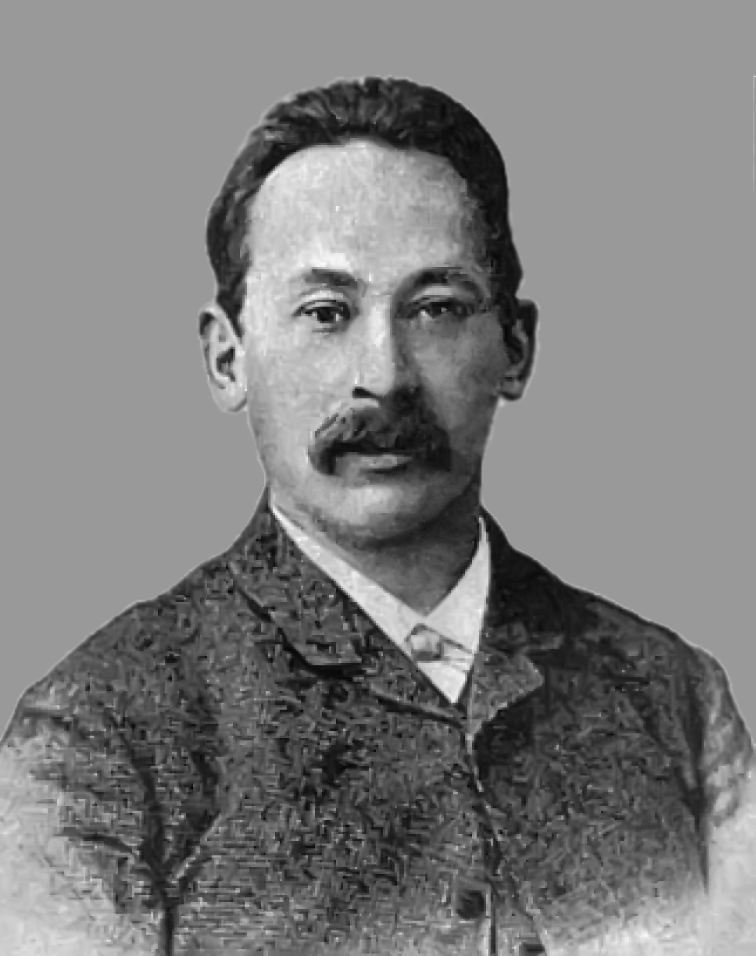
Ipolit Altani, 1887

Ipolit Kárlovich Altani también Ippolit Al'tani (Ипполит Карлович Альтани) (27 de mayo de 1846, Sur de Ucrania – 17 de febrero de 1919, Moscú) fue un director de orquesta, director de coro y violinista ruso.

## Biografía
En 1866, se graduó del Conservatorio de San Petersburgo como violinista (estudiando con Henryk Wieniawski) y compositor (estudió con Nikolái Zaremba y Antón Rubinstein). En 1867-1882, trabajó como director y maestro de coro en la Ópera Nacional de Ucrania de Kiev. La actividad de Altani contribuyó al desarrollo de la música escénica en Ucrania. En 1882-1906, Altani fue nombrado director titular del Teatro Bolshói en Moscú.
Altani dirigió los estrenos Opríchnik (1874), Mazeppa (1884), La dama de picas  (1891), Yolanta (1893) de Piotr Chaikovski; La doncella de la nieve (1893) y La dama de Pskov (1901) de Nikolái Rimski-Kórsakov; y Borís Godunov (1888) de Modest Músorgski.